# Ermione (nome)
Ermione  è un nome proprio di persona italiano femminile.

## Varianti in altre lingue
- Bulgaro: Хермиона (Hermiona)
- Catalano: Hermione
- Ceco: Hermiona
- Francese: Hermione
- Greco antico: Ἑρμιόνη (Hermione)[3][4]
- Greco moderno: Ερμιόνη (Ermionī)
- Inglese: Hermione[4]
- Polacco: Hermiona
- Portoghese: Hermíone
- Russo: Гермиона (Germiona)
- Serbo: Хермиона (Hermiona)
- Spagnolo: Hermíone
- Svedese: Hermione
- Tedesco: Hermione
- Turco: Hermione
- Ucraino: Герміона (Hermiona)
- Ungherese: Hermioné

## Origine e diffusione

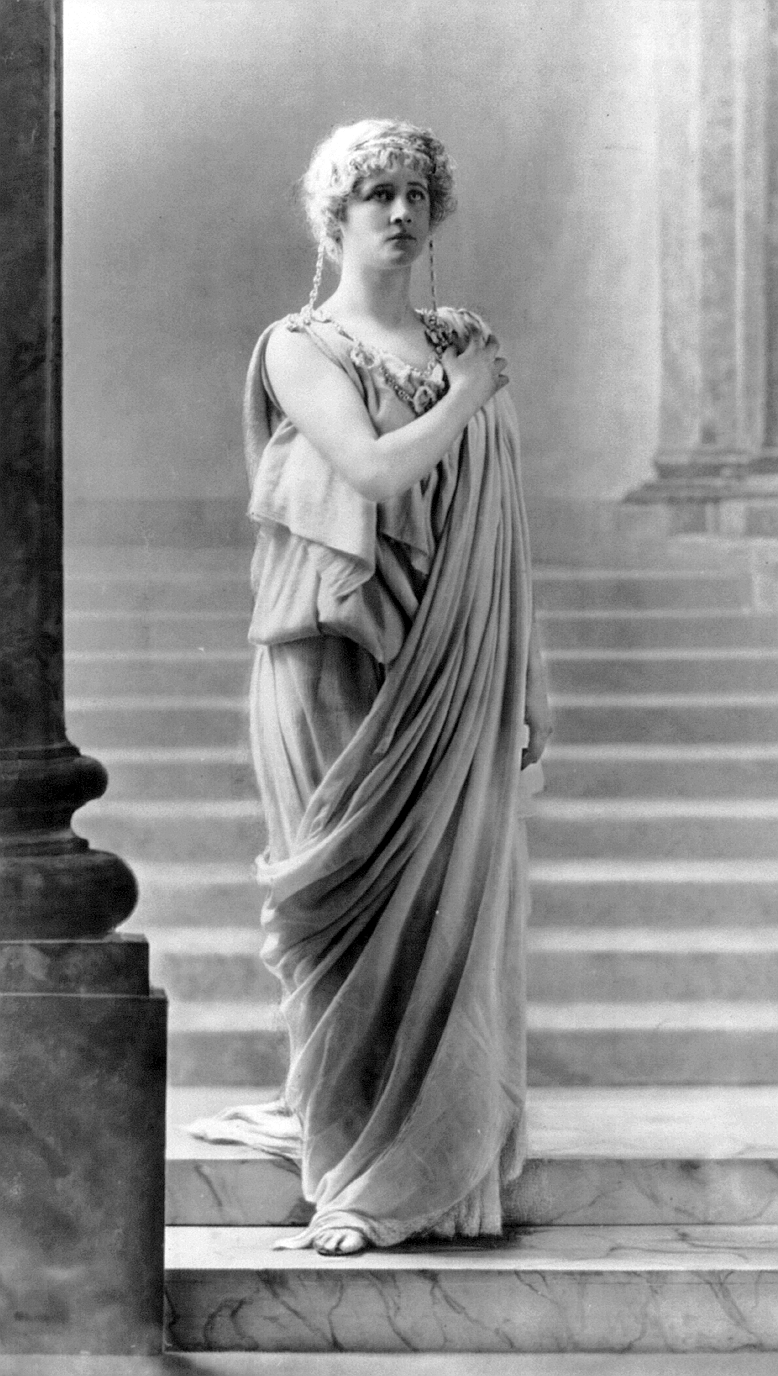
Ermione interpretata da Mary Anderson nel Il racconto d'inverno.

Nome di scarsa diffusione in italiano, continua il greco Ἑρμιόνη (Hermione) che, secondo l'interpretazione più diffusa, è un derivato di Ermes tramite il genitivo hermeio; si tratta quindi, al pari di Ermolao, Ermogene ed Ermacora, di un nome teoforico riferito al dio greco Ermes.
È portato, nella mitologia greca, da Ermione, figlia di Menelao ed Elena; a questo personaggio sono ispirate diverse opere, come l'Ermione di Rossini e l'Hermiona di Pacuvio, e le sono anche stati dedicati un asteroide (121 Hermione, uno dei più grandi della fascia principale) e quattro diverse navi della Royal Navy (le HMS Hermione). Oltre alla tradizione classica, il nome ha anche radici letterarie: venne impiegato da Shakespeare, che lo diede ad un personaggio della sua opera Il racconto d'inverno, e più avanti da Gabriele D'Annunzio, che cantò una donna con questo nome ne La pioggia nel pineto. Molto più recentemente, il nome è associato ad Hermione Granger, uno dei personaggi principali della serie di Harry Potter.

## Onomastico
L'onomastico può essere festeggiato il 4 settembre in ricordo di santa Ermione, figlia di san Filippo il Diacono, profetessa e martire ad Efeso.

## Persone

### Variante Hermione

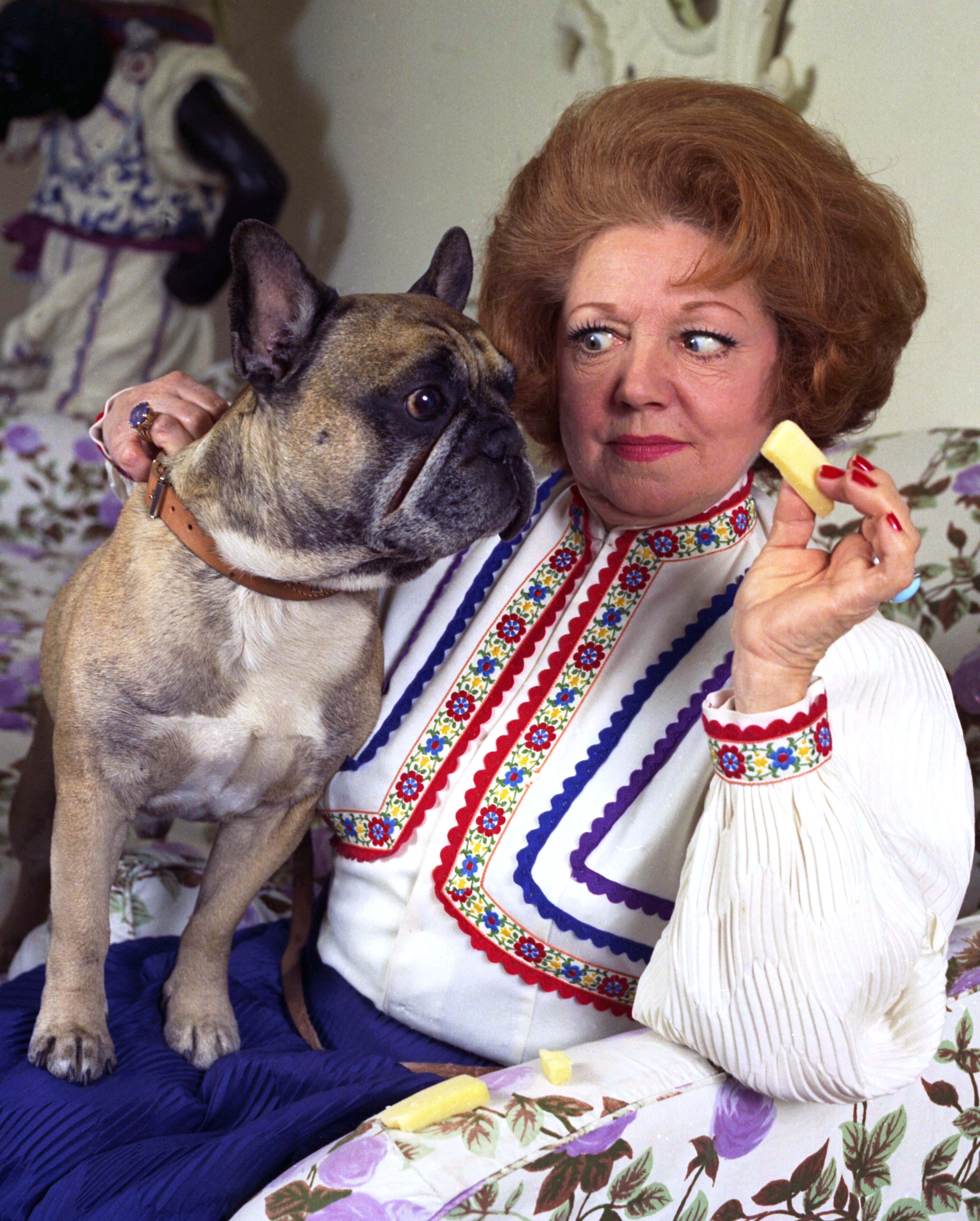
Hermione Baddeley

- Hermione Baddeley, attrice britannica naturalizzata statunitense
- Hermione Corfield, attrice britannica
- Hermione Gingold, attrice britannica
- Hermione Lee, biografa e critica letteraria britannica

## Il nome nelle arti
- Ermione è un personaggio de Il racconto d'inverno, una tragicommedia di William Shakespeare.
- Ermione è la donna amata di La pioggia nel pineto, poesia di Gabriele D'Annunzio.
- Ermione Borromeo è un personaggi dell'anime Romeo × Juliet.
- Mary Hermione Debenham, personaggio del romanzo Assassinio sull'Orient Express.
- Hermione Granger è un personaggio della serie di romanzi e film Harry Potter, creata da J. K. Rowling.
- Hermione Lodge è un personaggio della serie televisiva Riverdale.
- Hermione Lytton Gore è un personaggio del libro Tragedia in tre atti.
- Hermione Morton è un personaggio ricorrente della serie televisiva Ripper Street.
- Hermione Roddice è un personaggio del romanzo Donne innamorate scritto da D. H. Lawrence.